# Ordine di Sant'Antonio
L'ordine di Sant'Antonio fu un ordine cavalleresco dell'Impero d'Etiopia.

## Storia
La leggenda vuole che l'ordine di Sant'Antonio d'Etiopia sia uno dei più antichi ordini cavallereschi esistenti al mondo. Esso secondo la tradizione venne fondato come ordine cavalleresco dal Negus conosciuto in occidente come Prete Gianni nell'anno 370 d.C., il quale lo creò dopo la morte di sant'Antonio l'eremita nel 357 o 358, quando molti dei suoi discepoli si recarono a vivere in povertà nel deserto sin quando non si sottomisero alla regola monastica di san Basilio e si spostarono nei monasteri.
Un ordine con lo stesso nome prese piede poi in Italia, Francia e Spagna e altre derivazioni dell'Ordine si ebbero a Costantinopoli, sempre con l'intento di difendere la fede cristiana. Tradizionalmente la sede dell'Ordine era ubicata nell'Isola di Meroé (nell'attuale Sudan) dove l'abate dell'ordine, che godeva di poteri temporali e spirituali, aveva la propria residenza.
L'Ordine continuò ad essere concesso dal governo imperiale etiope come ordine espressamente riservato ai religiosi che si fossero distinti a favore della religione copta e della patria.

## Gradi
L'ordine dispone delle seguenti classi di benemerenza che danno diritto a dei post nominali qui indicati tra parentesi:
- cavaliere di gran croce (KGCA)
- compagno (CA)

## Insegne
- La  medaglia era costituita da una croce greca in oro smaltata vitrea di blu, sormontata da una piccola corona imperiale etiope in oro a tenente col nastro.
- Il  nastro era blu con una striscia nera in mezzo.